# Цунголи (Авелино)
Цунголи (итал. Zungoli) је насеље у Италији у округу Авелино, региону Кампанија.
Према процени из 2011. у насељу је живело 757 становника. Насеље се налази на надморској висини од 670 м.

## Становништво
Према резултатима пописа становништва 2011. у општини је живело 1.197 становника.
| 1931. | 1936. | 1951. | 1961. | 1971. | 1981. | 1991. | 2001. | 2011. |
| ----- | ----- | ----- | ----- | ----- | ----- | ----- | ----- | ----- |
| 2.321 | 2.387 | 2.531 | 2.624 | 2.203 | 2.076 | 1.591 | 1.432 | 1.197 |